# Olios machadoi
Olios machadoi är en spindelart som beskrevs av Lawrence 1952. Olios machadoi ingår i släktet Olios och familjen jättekrabbspindlar. Inga underarter finns listade i Catalogue of Life.